# M jak miłość
M jak miłość (littéralement A comme l'Amour) est un soap opera polonais créé par Ilona Łepkowska (pl) et Tadeusz Lampka (pl) et diffusé depuis le 4 novembre 2000 sur TVP 2.
Sur une vague de popularité du Klan cette production atteint un record d'audience de 12,6 millions, devenant ainsi le programme de télévision le plus regardé en Pologne selon les données de AGB Nielsen Media Research en mars 2005. Chaque épisode est regardé par plus de 7 millions de téléspectateurs. En 2013, la série remporte le prix Platynowa Telekamera du magazine Tele Tydzień.

## Synopsis
Le feuilleton raconte l'histoire de famille de Barbara et Lucjan Mostowiak, respectivement incarnés par Teresa Lipowska et Witold Pyrkosz, leurs enfants et petits-enfants.

## Distribution
- Teresa Lipowska : Barbara Mostowiak
- Witold Pyrkosz : Lucjan Mostowiak
- Małgorzata Pieńkowska (pl) : Maria Rogowska
- Kacper Kuszewski (pl) : Marek Mostowiak
- Dominika Ostałowska : Marta Mostowiak
- Rafał Mroczek (pl) : Paweł Zduński
- Marcin Mroczek : Piotr Zduński
- Katarzyna Cichopek : Kinga Zduńska
- Andrzej Precigs (pl) : Zbigniew Filarski
- Hanna Mikuć : Krystyna Filarska-Marszałek
- Sławomir Holland (pl) : Staszek Popławski
- Krystian Domagała : Mateusz Mostowiak
- Anna Mucha : Magdalena Marszałek-Budzyńska
- Marcjanna Lelek : Natalka Zarzycka
- Emilian Kamiński (pl) : Wojciech Marszałek
- Małgorzata Rożniatowska (pl) : Zofia Kisiel
- Robert Moskwa (pl) : Artur Rogowski
- Andrzej Młynarczyk (pl) : Tomasz Chodakowski
- Julia Wróblewska (pl) : Zofia Warakomska
- Krystian Wieczorek (pl) : Andrzej Budzyński
- Iga Krefft : Urszula Jakubczyk
- Maria Głowacka : Magdalena Zduńska
- Tamara Arciuch (pl) : Anna Gruszyńska
- Magdalena Walach (pl) : Agnieszka Olszewska
- Maria Rybarczyk (pl) : Wanda Budzyńska
- Anna Wendzikowska : Monika Ochman
- Jacek Kopczyński (pl) : Adam Werner
- Mikołaj Roznerski (pl) : Marcin Chodakowski
- Artur Barciś : Jerzy Kolęda
- Dominika Kluźniak (pl) : Ewa Szefler-Mostowiak
- Jakub Jankiewicz (pl) : Antek Szefler
- Wojciech Majchrzak (pl) : Grzegorz Chodakowski
- Małgorzata Pieczyńska (pl) : Aleksandra Chodakowska
- Gabriela Raczyńska : Basia Zduńska
- Olga Frycz (pl) : Alicja Zduńska
- Hiroaki Murakami : Taro
- Zbigniew Waleryś (pl) : Stefan Domański
- Barbara Kurdej-Szatan (pl) : Joanna Chodakowska
- Maurycy Popiel (pl) : Aleksander Chodakowski
- Olga Szomańska (pl) : Marzena Laskowska
- Zbigniew Stryj (pl) : Robert Bilski
- Piotr Nerlewski (pl) : Franek Zarzycki
- Jowita Budnik (pl) : Teresa Zarzycka
- Franciszek Przanowski : Maciek Romanowski
- Stanisław Szczypiński : Szymek Chodakowski
- Adriana Kalska (pl) : Izabela Chodakowska
- Tomasz Ciachorowski (pl) : Artur Skalski
- Tomasz Oświeciński (pl) : Andrzej Lisiecki
- Juliusz Krzysztof Warunek (pl) : Adam Tarnowski
- Maja Marczak : Hania Mostowiak
- Katarzyna Grabowska : Olga Górecka
- Wojciech Wysocki (pl) : Jerzy Górecki
- Olga Kalicka (pl) : Justyna Górska
- Adam Tomaszewski : Kuba Gliński
- Anna Tomaszewska (pl) : tante d'Izabela Chodakowska
- Karol Pocheć : Krzysztof Szefler
- Jan Wieczorkowski (pl) : Jacek Mrozowski
- Tomasz Włosok : Radek Małkowski
- Tomasz Nosiński : Karol
- Tomáš Kollárik : Jan Morawski
- Jula (wokalistka) (pl) : Paulina Suska
- Ewa Kasprzyk : Weronika Sobańska
- Paweł Deląg : Michał Ostrowski
- Arkaudisz Smoleński : Bartosz Lisiecki
- Joanna Jarmołowicz (pl) : Katia Tatirszwili
- Barbara Wypych (pl) : Sonia Krawczyk
- Monika Mielnicka : Liliana Mostowiak
- Sławek Uniatowski (pl) : Leszek Krajewski
- Dominika Kachlik (pl) : Franciszka Zduńska
- Hanna Śleszyńska (pl) : Iwona Kryńska
- Karol Strasburger (pl) : Jerzy Argasiński
- Alżbeta Lenska (pl) : Patrycja Argasińska
- Bartłomiej Nowosielski (pl) : Tadeusz Kiemlicz
- Katarzyna Kołeczek (pl) : Jagoda Romanowska
- Anna Kerth (pl) : Ewa Kalinowska
- Fryderyka Molenda : Alicja Leśniewska
- Joanna Koroniewska-Dowbor (pl) : Małgorzata Chodakowska
- Małgorzata Kożuchowska : Hanka Mostowiak
- Cezary Morawski (pl) : Krzysztof Zduński
- Emil Karewicz : Zenon Łagoda
- Rafał Królikowski (pl) : Konrad Badecki
- Hubert Zduniak (pl) : Jan Rogowski
- Sławomir Orzechowski (pl) : Tadeusz Gałązka
- Edward Żentara : Tomasz Kamiński
- Henryk Talar (pl) : Wiktor Gradoń
- Paweł Małaszyński (pl) : Marcin Polański-Van Burgen
- Włodzimierz Press (pl) : Aleksander Szczepański
- Dorota Landowska (pl) : Mariola Radomska
- Joanna Liszowska (pl) : Zuzanna
- Barbara Horawianka (pl) : Jadwiga Zduńska
- Maciej Kozłowski : Waldemar Jaroszy
- Mateusz Banasiuk : Jurek Jaroszy